# Whalley Range (Manchester)
Whalley Range ist ein Quartier in Manchester mit etwa 16.000 Einwohnern. Whalley Range entstand ab 1836 als Vorstadt von Manchester. Heute ist das Viertel ethnisch überdurchschnittlich divers und ein Armutsbrennpunkt.
Der Textilfabrikant Samuel Brooks aus Whalley, Lancashire, legte den Ort 1836 als Wohnsiedlung für wohlhabende Familien an. Brooks zog dabei in die erste Villa selbst ein. Vermutlich entstand so die erste idealtypische suburbane Siedlung im modernen Sinn.

## Söhne und Töchter des Ortes
- Gillian Gilbert (* 1961), Musikantin